# 大路井

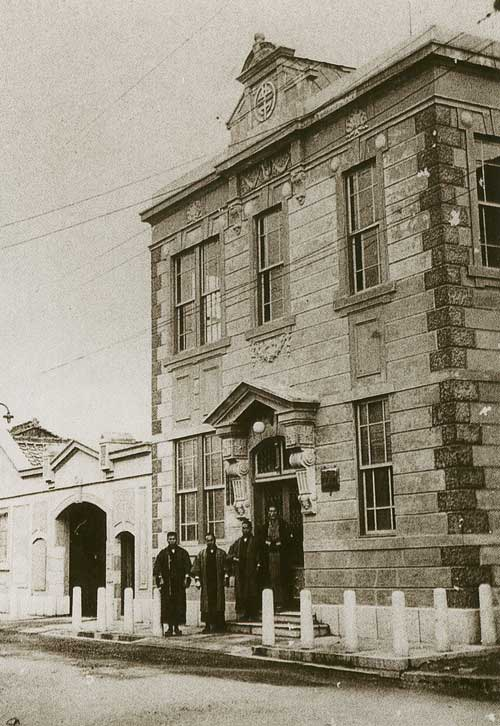
栗太銀行大路井支店（大路井457番地）、1916年6月竣工時。

大路井（おちのい）は、滋賀県草津市の地区名である。1889年（明治22年）の町村制施行による栗太郡草津町の成立までは大路井村（おちのいむら）、以降は大字大路井として存在し、市制施行後、1955年（昭和30年）以降は大路井町（おちのいちょう）、1964年（昭和39年）7月1日の住居表示実施により、町丁としては消滅した。
現在では地区名として使用されているほか、滋賀県道143号下笠大路井線、同市西大路町の「大路井西栄町」バス停にその名が残る。本項では、大路井の名が住居表示から消える1964年までを中心に扱う。

## 沿革
- 江戸時代 - 近江国栗太郡、旗本領大路井村
- 1872年2月27日（明治5年1月19日） - 滋賀県栗太郡大路井村となる
- 1889年（明治22年）4月1日 - 町村制施行により大路井村全域が滋賀県栗太郡草津村大字大路井となる[2]
- 1895年（明治28年）6月22日 - 町制施行により草津町大字大路井となる
- 1954年（昭和29年）10月15日 - 市制施行により草津市大字大路井となる
- 1955年（昭和30年）4月1日 - 後の字の名称変更により草津市大路井町となる
- 1964年（昭和39年）7月1日 - 住居表示実施により西大路町、大路一丁目、大路二丁目、大路三丁目、若竹町に分割され、住居表示からは消滅

## 地理
- 河川 : 草津川 - 区域の南の境（大字草津との境）に流れる
- 溜池 : 
  - 世基池（よもといけ） - 現存せず[5]、跡地は草津市立草津第二小学校（現在の大路二丁目7番62号、1973年開校）
  - 小汐井池（おしおいいけ） - 小汐井神社内

## 概要
大路井の語源は、『角川日本地名大辞典』では「小汐井」（おしおい）との説を紹介している。大路井城跡（大路井殿町）である小汐井神社にその名が残る。同神社の名は1878年（明治11年）に改称したもので、古くは女体大権現と呼ばれていた。小汐井の語源は「潮斎」（おしおい）であるという。境内の小汐井池には「潮斎の井」という湧水がある。同神社は、西暦863年（貞観5年）に創祀したとされる。
守山宿から来た中仙道と、石部宿から来た東海道が交差し、大路井村を経て草津川を渡ると、両道が合流する宿場である草津宿である。
近代以降、1886年（明治19年）に草津川を天井川としてくぐる草津川トンネルが開通し、川の向こうの草津村・矢倉村と交通が直結する。1889年（明治22年）4月1日、町村制施行により大路井村全域は、草津村・矢倉村とともに草津村を形成し、同村は大字大路井となった。草津村役場は草津の連合戸長役場を利用した。同年7月1日には、大路井に隣接する治田村大字渋川（のちに1956年草津市に編入、現在の渋川一丁目）に草津駅が開業している。同年8月1日には南新助が同駅構内での飲食物販売を開始、これが1905年（明治38年）、日本初の団体旅行業の開始（日本旅行の創業）に発展する。鉄道の発展とともに、草津駅前に位置した大字大路井には、栗太郡役所（1908年）、栗太銀行大路井支店（1916年）、ウィリアム・メレル・ヴォーリズ設計の礼拝堂をもつ信愛幼稚園（1922年）、行楽施設の草津温泉（1925年）、映画館の文榮座（1927年）が設置・開業している。
第二次世界大戦後、1954年（昭和29年）10月15日の市制施行により草津市大字大路井、翌1955年（昭和30年）4月1日には同市大路井町と名称を変更している。1956年（昭和31年）11月19日、東海道本線が全線電化が完成、大路井には新たに草津第二映画劇場が開館、これはのちに草津シネマハウス（5スクリーン）まで発展した映画館である。1964年（昭和39年）7月1日、住居表示実施により西大路町、大路一丁目、大路二丁目、大路三丁目、若竹町に分割され、「大路井」の名が住居表示からは消滅するが、この区域を示す名称に残っている。平和堂第2号店（現在のくさつ平和堂、1968年開業）、草津市立草津第二小学校（1973年開校）が登場するのは、この後の時代である。

## 小字
1964年（昭和39年）の住居表示施行後も地番等にみられる。
- 西栄町 - 西大路町
- 笠ノ庄 - 西大路町
- 上ノ寺 - 西大路町
- 宿屋 - 西大路町
- 西浦 - 西大路町・大路一丁目
- 列草 - 西大路町・大路一丁目
- 栄町 - 大路一丁目
- 河原 - 大路一丁目
- 南ノ町 - 大路一丁目
- 中ノ町 - 大路一丁目
- 北ノ町 - 大路一丁目
- 西北ノ端 - 大路一丁目
- 殿町 - 大路二丁目
- 一ノ坪 - 大路二丁目
- 世基 - 大路二丁目
- 神楽田 - 大路二丁目・若竹町
- 大宮町 - 大路二丁目
- 北中町 - 大路二丁目
- 五反田 - 大路二丁目
- 砂田 - 大路三丁目
- ヘラ田 - 大路三丁目
- 走馬 - 大路三丁目
- 新屋敷 - 大路三丁目
- 渕ヶ上 - 若竹町
- 神子作 - 若竹町
- 荒墓 - 若竹町
- 四ツ池 - 若竹町
- 筋ヶ井 - 若竹町

## 交通
- 滋賀県道143号下笠大路井線
- 中仙道
- 東海道
  - 草津川トンネル - 1886年（明治19年）開通[7]
- 国道1号
- 草津駅（隣接する大字渋川⇒渋川町、現在の渋川一丁目1番16号） - 東海道本線・草津線

## 施設
- 小汐井神社 - 大路井殿町（現在の大路二丁目2番33号）、大路井城跡
- 大路井道標 - 「右東海道左中仙道」（現在の大路一丁目15番33号）
- 文榮座 - 大路井栄町537番地（現在の大路一丁目4番30号）、1927年開館、現存せず[7]
- 草津第二映画劇場 - 大路井町（現在の大路一丁目2番14号）、1956年開館、現存せず[7]
- 草津温泉 - 大路井栄町（現在の大路一丁目4番25号）、1925年開業[7]
- 信愛幼稚園 - 大路井（現在の大路一丁目17番11号）、ウィリアム・メレル・ヴォーリズ設計、1922年開園
- 若竹幼稚園 - 大路井町（現在の若竹町1番地8号）、1954年開園[11]
- 滋賀県収税部出張所（現在の草津税務署） - 大路井町（現在の大路二丁目3番45号）
- 栗太郡役所 - 大路井字河原415番地・416番地（現在の大路）、1908年設置、1926年廃止[7]
- 栗太銀行大路井支店 - 大路井457番地（現在の大路一丁目14番1号）、1916年6月設置、1930年解散[7]
- 日本旅行会本社（現在の日本旅行草津支店） - 大路井724番地（現在の大路一丁目10番1号）、南新助が草津駅前に1905年設立
- 朝日紡績草津工場 - 大路井世基（現在の大路二丁目）、現存せず
- 江州メリヤス株式会社 - 大路井750番地（現在の西大路町1番1号）、大正10年2月創業、靴下を生産[12]。中野善次郎が監査役を務めた[13]。現存せず。現在はアイフルコンタクトセンターが建つ。

## 出身の人物
- 石田博三（1939年 - 2023年） - 元プロ野球選手、大路井神楽田出身
- 南新助（1885年 - 1972年） - 実業家、日本旅行創業者、大路井北ノ町出身

## ギャラリー

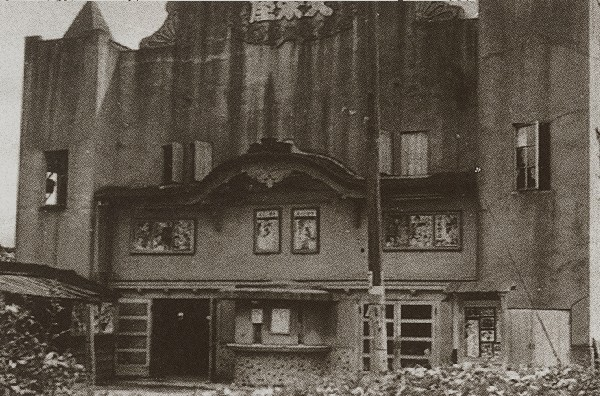
文榮座（1954年撮影）。
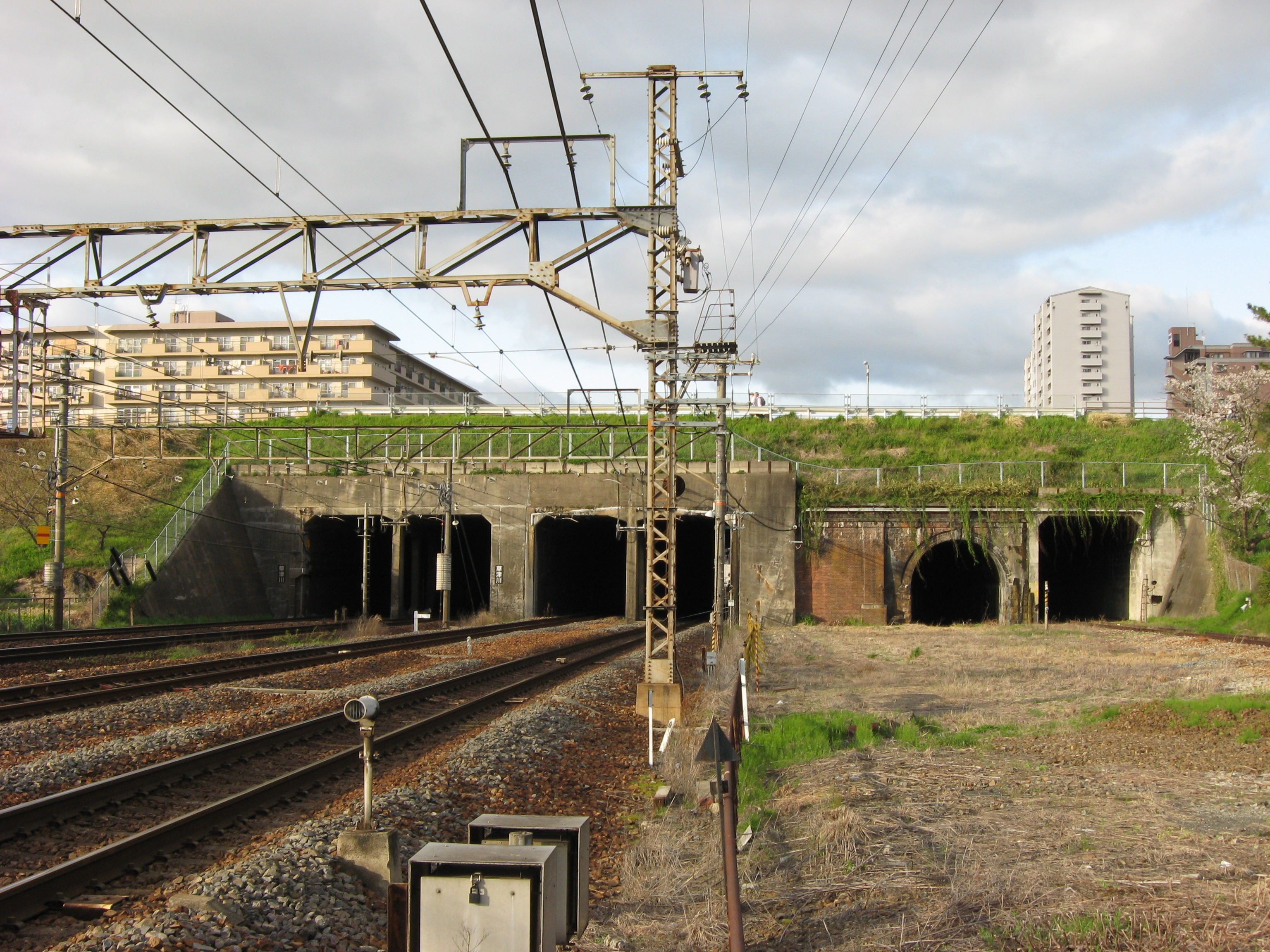
東海道本線の上を草津川が通る草津川トンネル。
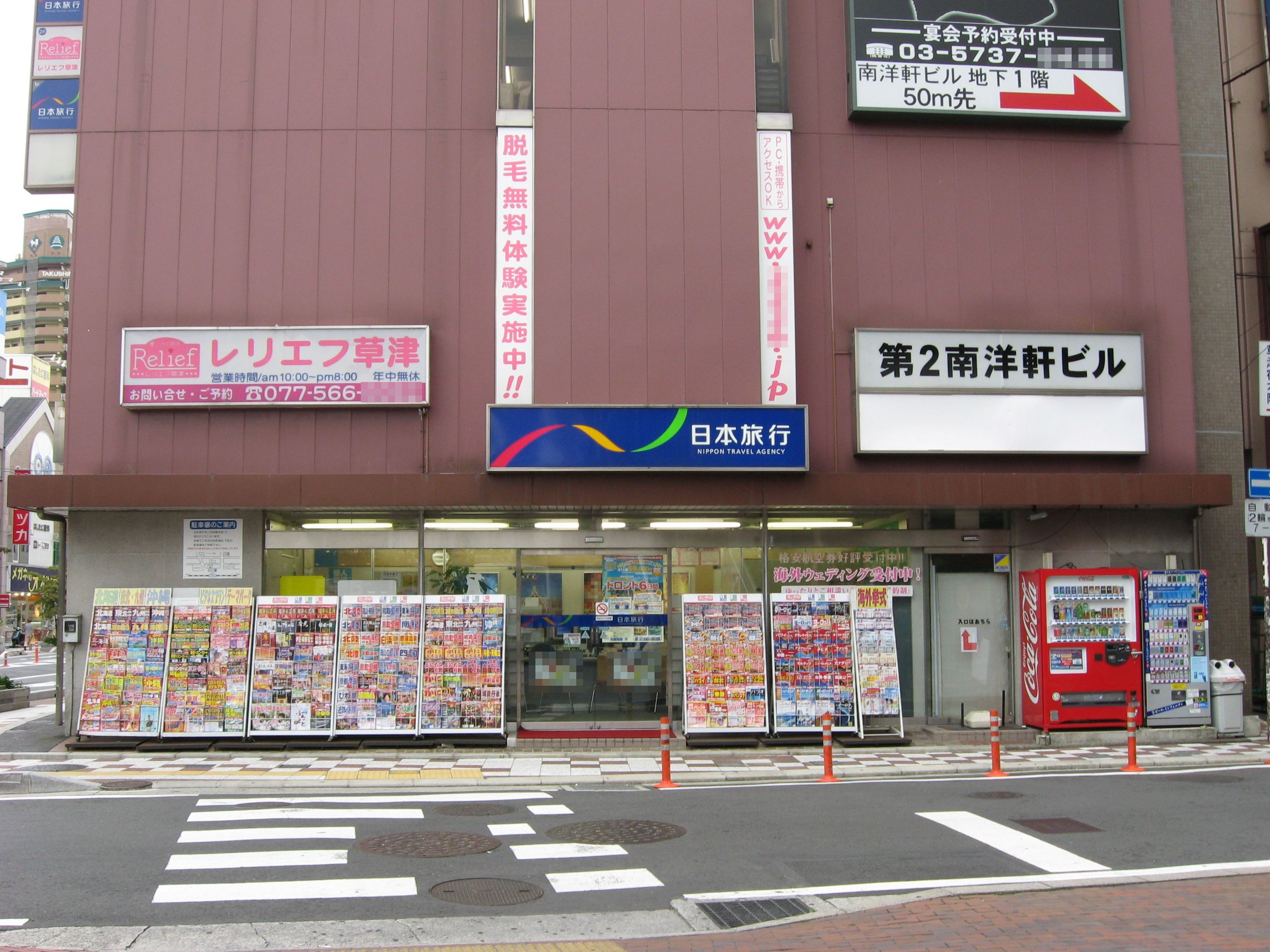
日本旅行発祥の地（1905年）。
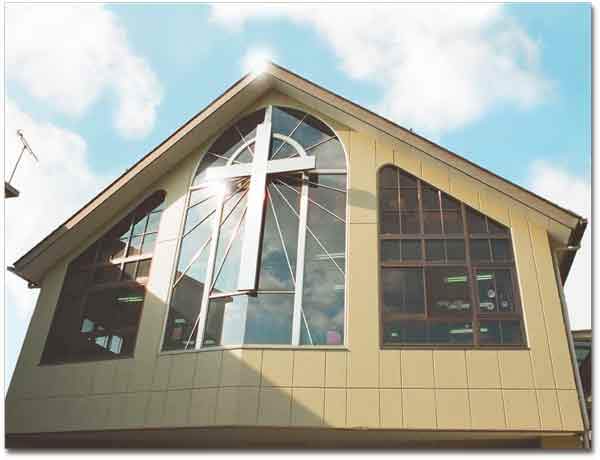
信愛幼稚園（1922年開園）。
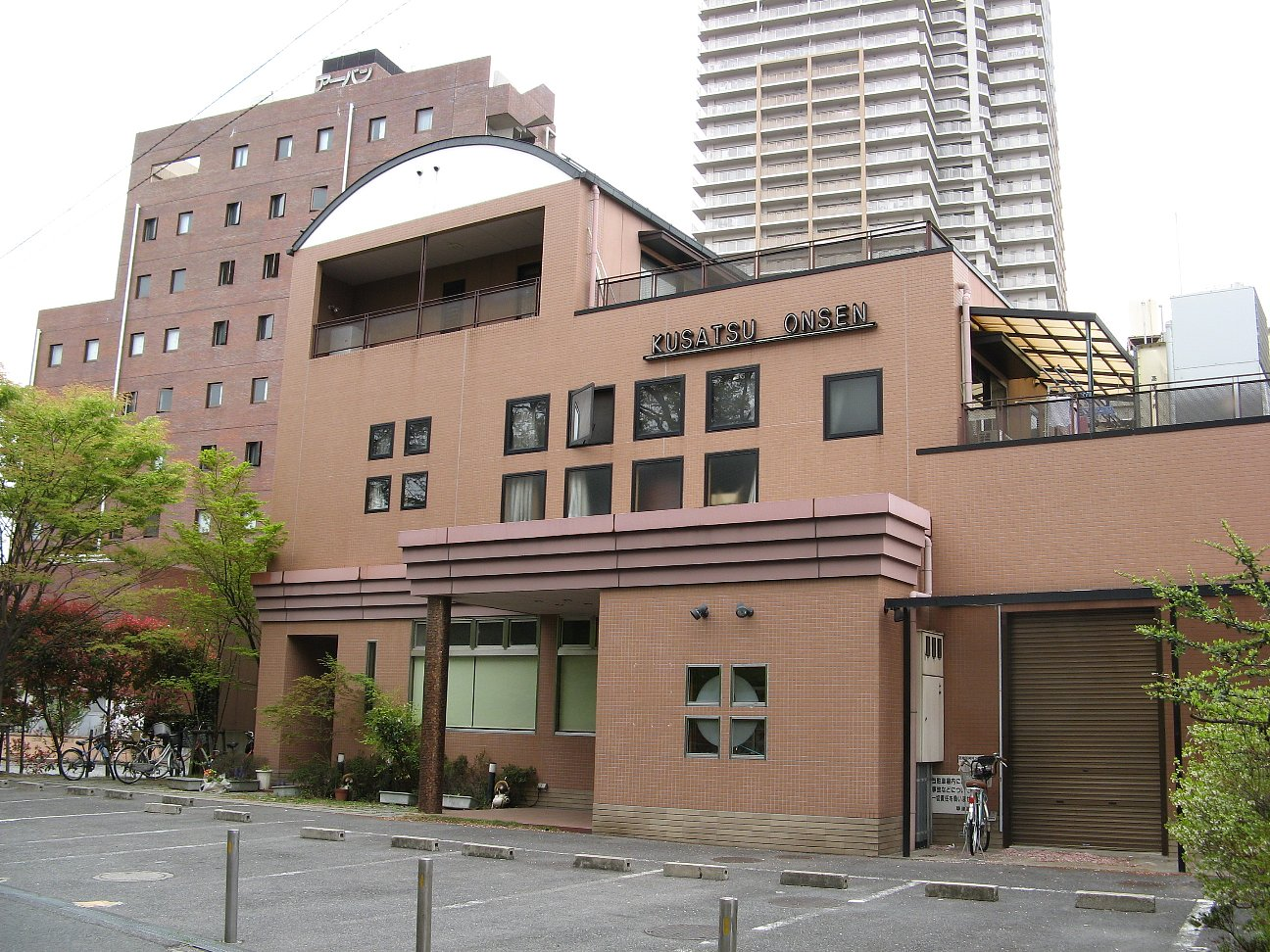
1925年開業の草津温泉（2007年撮影）。